# سيرغي بابكين
سيرغي بابكين (بالروسية: Сергей Сергеевич Бабкин)‏ هو لاعب كرة قدم روسي في مركز الوسط، ولد في 25 سبتمبر 2002 في فولغوغراد في روسيا.

## وصلات خارجية
- سيرغي بابكين على موقع قاعدة بيانات كرة القدم.إي يو (الإنجليزية)
- سيرغي بابكين على موقع Soccerway.com (الإنجليزية)
- سيرغي بابكين على موقع عالم كرة القدم.نت (الإنجليزية)